# Ogcocephalus parvus
Ogcocephalus parvus is een vis uit de familie van de vleermuisvissen (Ogcocephalidae), orde vinarmigen (Lophiiformes). De vis komt voor in de Atlantische Oceaan op diepten van 29 m tot 126 m. De soort kan een lengte bereiken van 10 cm.